# Hidzsra (India)

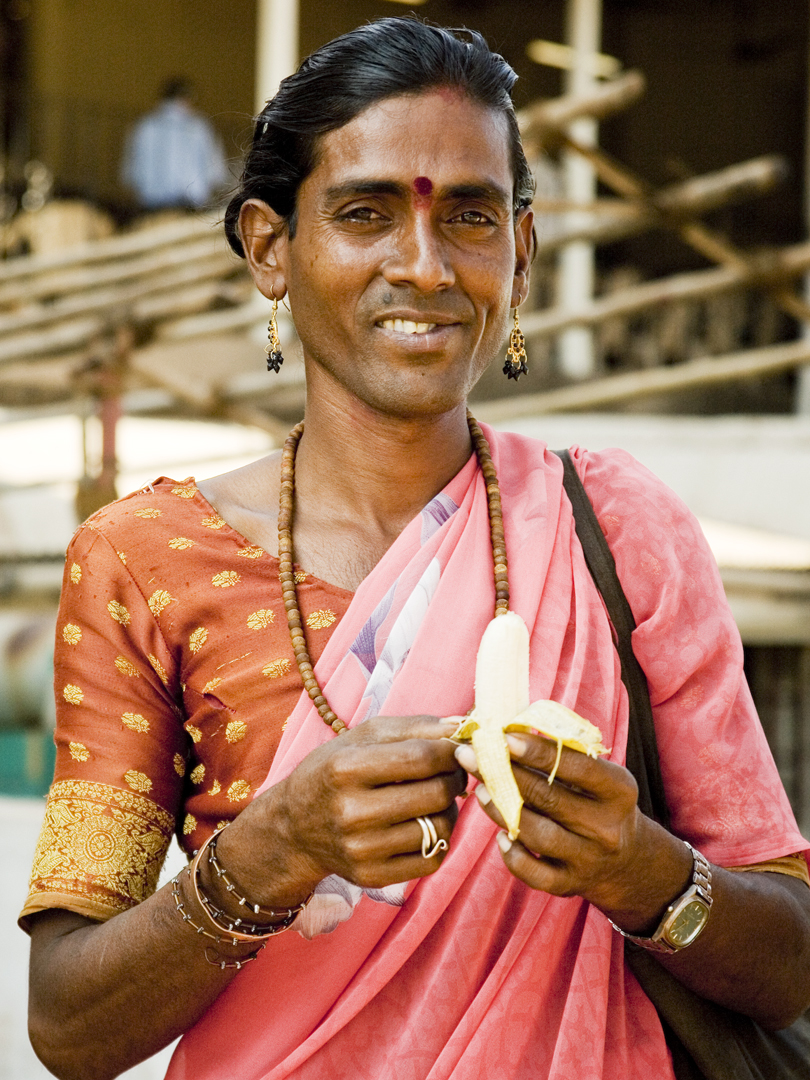
Hidzsra az indiai Goában

A hidzsrák (hindiül: हिजड़ा) kifejezés az indiai szubkontinens területén élő transzszexuálisokra, illetve transzneműekre utal.
Gyakori tévedés, hogy a hidzsrák csak férfiak lehetnek női identitástudattal, női szerepeket vállalva és női ruhákat viselve. A valóságban a közösség ennél sokszínűbb. Pakisztánban a hidzsrák lehetnek nők, férfiak és „harmadik neműek” is. A legtöbben férfiként jönnek világra, ám felnőttkorukban sokan végleg megszabadulnak nemi szerveiktől.
Sok hidzsra szervezett, kizárólagos hidzsra közösségekben él, melyeket egy guru vezet. Ezek a közösségek generációkon át fiatal fiúk adoptálása révén tartották fenn magukat.
Sokan közülük zsarolás (munka, ill. mindennapi élet megzavarása), szertartásoknál történő előadások, koldulás, ill. prostitúció révén szereznek jövedelmet. A hidzsrák kifejlesztettek egy titkos nyelvet is hidzsra-fárszi néven, mely valójában nem a perzsa, hanem az urdu nyelven alapul, továbbá egy kb. ezres saját szókészlete van.
Indiában hetven-százmillió meleg él (2009).
2014 áprilisában az indiai Legfelsőbb Bíróság törvényben ismerte el a hidzsrákat mint a „harmadik nem” képviselőit.

## Művek a témáról
- Agrawal, Anuja. "Gendered Bodies: The Case of the 'Third Gender' in India". In Contributions to Indian Sociology, új sorozat, 31 (1997): 273–97.
- Ahmed, Mona és Dayanita Singh (fotós). Myself Mona Ahmed. Scalo Publishers, 2001. ISBN 3-908247-46-2
- Bakshi, Sandeep. "A Comparative Analysis of Hijras and Drag Queens: The Subversive Possibilities and Limits of Parading Effeminacy and Negotiating Masculinity.” Ed. Stephen Hunt, Religions of the East. Surrey: Ashgate, 2010.
- Gannon, Shane Patrick. Translating the hijra: The symbolic reconstruction of the British Empire in India. PhD-munka. University of Alberta, 2009.
- Jami, Humaira. "Condition and Status of Hijras (Transgender, Transvestites etc.) in Pakistan", National Institute of Psychology, Quaid-i-Azam University (2005?)
- Malloy, Ruth Lor, Meen Balaji and others. Hijras: Who We Are. Toronto: Think Asia, 1997.
- Money, John. Lovemaps. Irvington Publishers, 1988. 106. o. ISBN 0-87975-456-7
- Nanda, Serena. Neither Man Nor Woman: The Hijras of India. Wadsworth Publishing, 1998. ISBN 0-534-50903-7
- Patel, Geeta. Home, Homo, Hybrid: Translating Gender. In A Companion to Postcolonial Studies. Malden MA: Blackwell, 2000. 410-27.
- Reddy Gayatri 'Men' Who Would Be Kings: Celibacy, Emasculation, and the Re-Production of Hijras in Contemporary Indian Politics, 2003, Social Research, 70. évfolyam, 1. szám, 163–200. o.
- Reddy Gayatri With Respect to Sex: Negotiating Hijra Identity in South India, 2005, Chicago, University of Chicago
- Zipfel, Isabell ' 'Hijras, the third sex' ' eKönyv 34 fényképpel

## Külső hivatkozások
Hijra: India's third gender claims its place in law, The Guardian, Homa Khaleeli, 2014, ápr. 16. (angolul)